# Wilhelm Wrobel
Wilhelm Wrobel  (* 25. Mai 1900 in Osternburg, heute zu Oldenburg (Oldenburg) gehörend; † 10. März 1961 in Brackwede, heute zu Bielefeld gehörend) war ein deutscher Maler und Bildhauer.

## Leben
Wrobel war bereits als Kleinkind aus Osternburg, wo sein Vater Hermann Wrobel als Glasmacher arbeitete, nach Ostwestfalen gezogen; Brackwede war der Heimatort seiner Mutter. Schon in seiner Jugend äußerte Wrobel den Wunsch, Künstler zu werden, beugte sich aber dem Rat seiner wohlmeinenden Eltern und absolvierte nach der Schulzeit zunächst eine Lehre als Lithograf, später auch als Chemigraf. Ein Gewerbeschullehrer wurde auf die künstlerischen Fähigkeiten Wrobels aufmerksam: Von 1919 bis 1921 besuchte er mit einem Stipendium der Stadt Bielefeld die Handwerker- und Kunstgewerbeschule Bielefeld. Als Schüler von Ludwig Godewols und Karl Muggli erlernte er dort weitere grafische Techniken und schloss die Schule als Diplom-Maler ab. Die Bildhauerei brachte er sich autodidaktisch bei. Im Anschluss erhielt er ein Stipendium in Dresden, das aber aufgrund der Inflation wertlos wurde. In der Folge arbeitete Wrobel als Lithograf in der grafischen Industrie und engagierte sich als Betriebsrat eines Bielefelder Grafik-Unternehmens, bis er 1934 wegen seiner Weigerung, sich dem am 20. Januar erlassenen Gesetz zur Ordnung der nationalen Arbeit unterzuordnen, entlassen wurde. 1941 wurde er in die Wehrmacht eingezogen, 1943 mit Tuberkulose als kriegsuntauglich ausgemustert. Mit Gelegenheitsarbeiten – zum Beispiel als Buchillustrator, als Gestalter von Plakaten für die bekennende Kirche oder als Handelsvertreter – schlug Wrobel sich durch.

## Werk
Als freier Künstler schloss sich Wrobel den so genannten Sezessionisten um Eugen Spiro in Berlin an, einer Verbindung von Künstlern, die sich keiner Gruppe zuordneten. Er erschuf ein umfangreiches Werk, bestehend aus Holzplastiken, Aquarellen, Ölgemälden, Linolschnitten, Radierungen sowie Zeichnungen mit Rötelkreide, Bleistift oder auch Kugelschreiber. Als Motiv bevorzugte Wrobel Menschen, häufig in emotional aufgewühlten Zuständen, oder Menschen bei der Arbeit, gekennzeichnet von ihrer zumeist schweren Tätigkeit, daneben Landschaften sowie städtebauliche und christliche Motive. Sein Holzatelier wurde die alte Waage der Möller-Werke. Wrobel erwarb sich einen Namen als Erschaffer christlicher Kunstwerke, die zahlreiche Kirchen in der Region Ostwestfalen schmücken. Beispiele sind die hölzerne Jesusfigur Der gute Hirte aus dem Jahr 1948 sowie das Ölbild Gethsemane in der Evangelischen Kirche Isselhorst, das Ehrenmal in der Evangelischen Kirche Ummeln, ein Relief von Johannes dem Täufer in der Johanneskirche in Quelle und ein Kruzifix in der Brackweder Bartholomäus-Kirche, das bei einem Kirchenbrand im Jahr 1990 zerstört wurde. 
„Die Bildwerke des ungemein schöpferischen Künstlers zwingen zur Besinnung, fordern eine Wandlung des Denkens und rufen zu einer Änderung des Daseins auf“, schrieb 1957 ein Redakteur des Bielefelder Westfalenblatts. Wrobel bestimmte das Wesen der Kunst in einem undatierten handschriftlichen Aufsatz mit der Überschrift Was ist Kunst? : „Kunst ist eine Entkörperung der Dinge zu Neuem, denn in ihr verlieren Mensch, Tier, Erde und alles sonstige Erscheinen ihre Dinghaftigkeit, und in der Metamorphose eines schöpferischen Aktes verwandelt sie das Erscheinende in eine neue Dinghaftigkeit: das Produkt der Kunst.“

## Ausstellungen
Zu Lebzeiten Einzelausstellungen in Brackwede und Bielefeld; Sammelausstellungen in Berlin und München. Nach seinem Tod: 
- 1986 Galerie Junghänel (Bielefeld): „Holzplastiken im kirchlichen Raum“
- 2000 Rathauspavillon Brackwede (Brackweder Kulisse): Gedächtnisausstellung "100 Jahre Wilhelm Wrobel – Malerei, Grafiken, Plastiken (30. April 2000 bis 28. Mai 2000)
- 2001 Heimathaus Brackwede: „Bilder, Zeichnung und Skulpturen. Christliche Motive“
- 2008: Heimathaus Brackwede: „Bilder, Zeichnung und Skulpturen – christliche Motive von Wilhelm Wrobel“[7]
- 2013: Heimatverein Isselhorst: „Aus dem bäuerlichen Alltag“ (1. April 2013 bis 30. Juni 2013)